# Policrotídeos
Policrotídeos (Polychrotidae) são uma família de répteis escamados pertencentes à subordem Sauria.

## Géneros
- Anolis
- Norops
- Phenacosaurus
- Polychrus (Papa-vento)